# Świeciechów Poduchowny
Świeciechów Poduchowny – wieś w Polsce położona w województwie lubelskim, w powiecie kraśnickim, w gminie Annopol.
Za Królestwa Polskiego istniała gmina Świeciechów. W latach 1975–1998 miejscowość administracyjnie należała do województwa tarnobrzeskiego.
Wieś stanowi sołectwo gminy Annopol. Według Narodowego Spisu Powszechnego (III 2011 r.) wieś liczyła  200 mieszkańców.